# Миллер, Артур
А́ртур А́шер Ми́ллер (англ. Arthur Asher Miller; 17 октября 1915, Нью-Йорк — 10 февраля 2005, Роксбери, Коннектикут) — американский драматург и прозаик. За пьесу «Смерть коммивояжёра» был удостоен Пулитцеровской премии, лауреат нескольких премий «Тони». Третий муж легендарной голливудской киноактрисы Мэрилин Монро.

## Биография
Артур Миллер родился в октябре 1915 года в Гарлеме. Он был вторым сыном в семье польско-еврейских иммигрантов — Исидора (Иззи) и Огасты (Гасси) Миллер (позже, в 1922 году, у них родилась девочка, Джоан, в будущем известная актриса). Отец Артура, владелец предприятия по производству женской одежды, насчитывавшего около четырёхсот работников, был успешным и уважаемым членом общины, что позволяло семье жить на 110-й улице в Манхэттене, владеть бунгало на полуострове Рокэвэй (Лонг-Айленд) и иметь шофёра. Однако, вложив большую часть своего состояния в акции, во время экономического кризиса 1929 года он лишился всего, и семья была вынуждена переехать в Бруклин. Чтобы помочь семье, юный Артур был вынужден подрабатывать, по утрам перед школой разнося по домам хлеб.
По окончании средней школы Артур сменил несколько рабочих мест, откладывая деньги на высшее образование, и в 1934 году поступил в Мичиганский университет, где проучился четыре года. В университете он получил специальность журналиста и тогда же начал работу над своими первыми пьесами. Первые четыре его произведения — «Не злодей» (англ. No Villain, «И они восстали» (англ. They Too Arise), «Почести на рассвете» (англ. Honors at Dawn) и «Великое неповиновение» (англ. The Great Disobedience) — получили броские, помпезные названия, отражавшие мелодраматические тенденции этого периода в искусстве. В 1938 году его работы были удостоены премии в размере 1250 долларов от Бюро новых пьес Театральной гильдии Нью-Йорка.
По окончании университета Миллер стал сотрудником Федерального театрального проекта, действовавшего с 1935 года и обеспечивавшего занятость безработным театральным деятелям. Работая на Федеральный театр, он получал 22,77 доллара в неделю, но в 1939 году проект был закрыт Конгрессом США, опасавшимся, что он превратился в рассадник левой идеологии. После этого Миллер продолжал работать как независимый автор. В 1940 году он представил в Театральную гильдию драму «Золотые годы» (англ. The Golden Years), посвящённую противостоянию Кортеса и Монтесумы. Эта рукопись затерялась среди документов гильдии и лишь много лет спустя была найдена в Техасском университете и впервые поставлена в 1987 году студией BBC Radio 3.
Из-за травмы, полученной во время игры в футбол в университете, Миллер был освобождён от действительной военной службы в годы Второй мировой войны. В это время он сочинял сценарий учебного фильма для армии, писал тексты для радио, работал шофёром, а затем слесарем-монтажником на Бруклинской военной верфи (последний опыт нашёл отражение в созданной в 1955 году пьесе «Вид с моста»). После выхода в свет сборника фронтовых очерков Эрни Пайла «Вот твоя война» (англ. Here Is Your War) к Миллеру обратился молодой кинопродюсер Лестер Коуэн с предложением написать сценарий для фильма по мотивам этой книги. По воспоминаниям Миллера, Коуэн хотел «снять картину о солдатах, которую солдаты высидят до конца, ни разу презрительно не рассмеявшись». Чтобы достигнуть такой достоверности материала, молодой писатель решил по примеру Пайла собирать материал в естественных условиях — только не на фронте, а в процессе подготовки. По прошествии некоторого времени, однако, Коуэн уволил Миллера — по-видимому, из-за радикальных расхождений во взглядах на идеологию будущей картины — и заменил его коллективом из нескольких более опытных писателей. В итоге фильм вышел на экраны в 1945 году под названием«История рядового Джо», а его сценаристы Леопольд Атлас, Гай Эндор и Филип Стивенсон стали номинантами на «Оскар». Собранный же Миллером за время работы над сценарием докуентальный материал лёг в основу его книги «Положение нормально» (англ. Situation Normal) — сборника очерков, изданного в 1944 году.
1944 год был также ознаменован для Миллера первой постановкой его пьесы на Бродвее. Драма «Человек, которому так везло» уже очерчивала круг тем, характерных для творчества Миллера в будущем — моральное достоинство человека, его психология и поведение в социальной среде. Эта попытка автора объединить в рамках одного произведения трагедию городских предместий, «народный» реализм и иронический фарс продержалась на сцене только четыре вечера и получила разгромные отзывы от критиков. На следующий год Миллер опубликовал роман «Фокус», развивавший те же важные для него темы.
В первые послевоенные годы драматургический стиль Миллера уже во многом сформировался. Задавшись вопросом, каким станет послевоенное американское общество, он к 1947 году написал пьесу «Все мои сыновья». В центре произведения — распад семьи промышленника, продающего военному ведомству бракованные детали в попытках спасти свой бизнес. Пьеса, с её мастерскими диалогами, динамичным сюжетом, захватывающим зрителя с первых минут, и запоминающимися эпизодическими персонажами, стала первым серьёзным успехом Миллера. В постановке Элиа Казана и с Эдом Бегли, Бет Меррилл, Артуром Кеннеди и Карлом Молденом в главных ролях она дебютировала на сцене бродвейского театра «Коронет» 29 января 1947 года и выдержала 328 представлений — один из рекордов долговечности в авторской карьере драматурга. «Все мои сыновья» были удостоены премии Объединения нью-йоркских театральных критиков и премии Дональдсона; Миллер и Казан стали также первыми лауреатами новой театральной премии имени Антуанетты Перри («Тони») соответственно как автор и как режиссёр.
Через два года свет увидело ещё одно в будущем знаменитое произведение Миллера — драма «Смерть коммивояжёра». В этой пьесе, раскрывающей тему краха «американской мечты», главный герой — разорившийся бизнесмен — подводит итоги своей жизни и кончает с собой, чтобы его сын мог получить хотя бы страховку. Пьеса первый раз прошла на сцене театра «Мороско» 10 февраля 1949 года и выдержала 742 представления, став высшим успехом драматургической карьеры Миллера. За это произведение он был удостоен Пулитцеровской премии, премии Объединения нью-йоркских театральных критиков и премии «Тони» (впоследствии «Тони» за лучшее новое сценическое воплощение выиграли ещё три разных по времени постановки этого произведения. За короткое время пьеса была переведена более чем на десяток языков (в том числе на русский в 1956 году) и сделала своего автора миллионером.
В первой половине 1950-х годов Миллер продолжал раскрывать в своём творчестве парадоксы и моральные дилеммы американского общества, где провозглашается верховенство индивидуальности, но поведенческие нормы жёстко задаются общественной моралью, нации иммигрантов, где несмотря на это постоянно живёт страх «чужого» и изобретаются новые враги. По словам драматурга, «Раз признав, что ортодоксия необходима, вы вынуждены переживать и инквизицию». Этой теме была посвящена пьеса «Суровое испытание» (англ. The Crucible), под видом хроники салемской охоты на ведьм конца XVII века жёстко критиковавшая маккартизм начала 1950-х годов. Предложенная зрителю метафора вызвала у многих американцев неловкость и даже чувство незаслуженного оскорбления, и драма, дебютировавшая в театре Мартина Бека 22 января 1953 год, выдержала менее 200 представлений, однако уже через два года, после смерти Джо Маккарти, была поставлена снова, с бо́льшим успехом. Несмотря на прохладный приём у публики, «Суровое испытание» ещё в 1953 году завоевало премию Дональдсона и «Тони», а в 1958 году получило также премию Obie, присуждаемую за достижения «небродвейского» театра.
Тему переопределения образа «чужого» Миллер развил в драме 1955 года «Вид с моста», героем которой стал изгой и доносчик. На следующий год Миллер был вызван для дачи показаний в Комиссию по расследованию антиамериканской деятельности. Он отказался это делать и был признан виновным в неуважении к Конгрессу. Его международный паспорт был аннулирован. Мэрилин Монро, к этому времени ставшая женой драматурга, последовала за ним в Вашингтон, где, рискуя собственной кинематографической карьерой, выступила с речью в его защиту. В некрологе Миллера, опубликованном в газете The Guardian в 2005 году, высказывается предположение, что это выступление спасло его от тюрьмы.
Конфликт с властями и бурный брак с Монро заставили Миллера резко сократить занятия литературой. Только в 1962 году, после смерти Мэрилин, он написал первую за семь лет пьесу — «После грехопадения» (до этого, в 1955 году, была создана драма «Воспоминание о двух понедельниках»). Действие нового произведения разворачивалось полностью в сознании главного героя, перекликаясь с созданной на четверть века раньше «Странной интерлюдией» Юджина О’Нила. Пьеса, поставленная театром АНТА, была впервые представлена публике 23 января 1963 года. Её автобиографический характер вызвал скандал: Миллера обвиняли в том, что он вывел на сцену Мэрилин Монро, когда её смерть ещё была свежа в памяти, хотя в действительности драматург гораздо жёстче очертил свой собственный образ и фигуру своей первой жены Мэри Слэттери.
За остаток 1960-х и 1970-е годы Миллером не было создано ничего сравнимого с его предыдущими шедеврами. В эти годы его вначале занимала тема вины за Холокост (нашедшая отражение как в драме «После грехопадения», так и в более позднем телесценарии «Игра на время» и антинацистской пьесе «Это случилось в Виши»), а затем он перешёл от социальных драм к комедиям (среди которых наиболее удачной была поставленная в 1968 году «Цена»). Миллер, однако, оставался чрезвычайно популярен и вёл активную общественную деятельность. В частности, он был первым в США президентом Международного ПЕН-клуба, занимая этот пост с 1965 по 1969 год, а в 1968 году возглавлял делегацию в Париж, выступавшую с требованием о прекращении Вьетнамской войны.
В 1980 году публике была представлено ещё одно произведение автобиографического характера — «Часы Америки», в центре которого оказались судьбы Иззи и Гасси Миллер. 1985 и 1986 годы были ознаменованы созданием четырёх одноактных пьес, скомпонованных по две в постановках «Двустороннее зеркало» и «Опасно: память!». На следующий год свет увидела автобиография Миллера «Наплывы времени: Одна жизнь» (англ. Timebends: A Life). В начале 1990-х годов Миллером были созданы ещё две пьесы возвращавшихся к теме цены успеха, характерной для его ранних работ, и вызвавших живой интерес у публики — «Спуск с горы Морган» и «Последний янки». В 1993 году он стал лауреатом Национальной медали в области искусств, а через два года — британской премии Лоренса Оливье за драму «Разбитое стекло». Его имя и в конце 1990-х оставалось достаточно притягательным, чтобы играть в его пьесах стремились известные исполнители: так, в 1998 году в постановке драмы Миллера «Связи мистера Питерса» в небольшом нью-йоркском театре «Сигначер» главную роль получил Питер Фальк.
Артур Ашер Миллер умер 10 февраля 2005 года в Роксбери (Коннектикут, США) от острой сердечной недостаточности.

### Личная жизнь

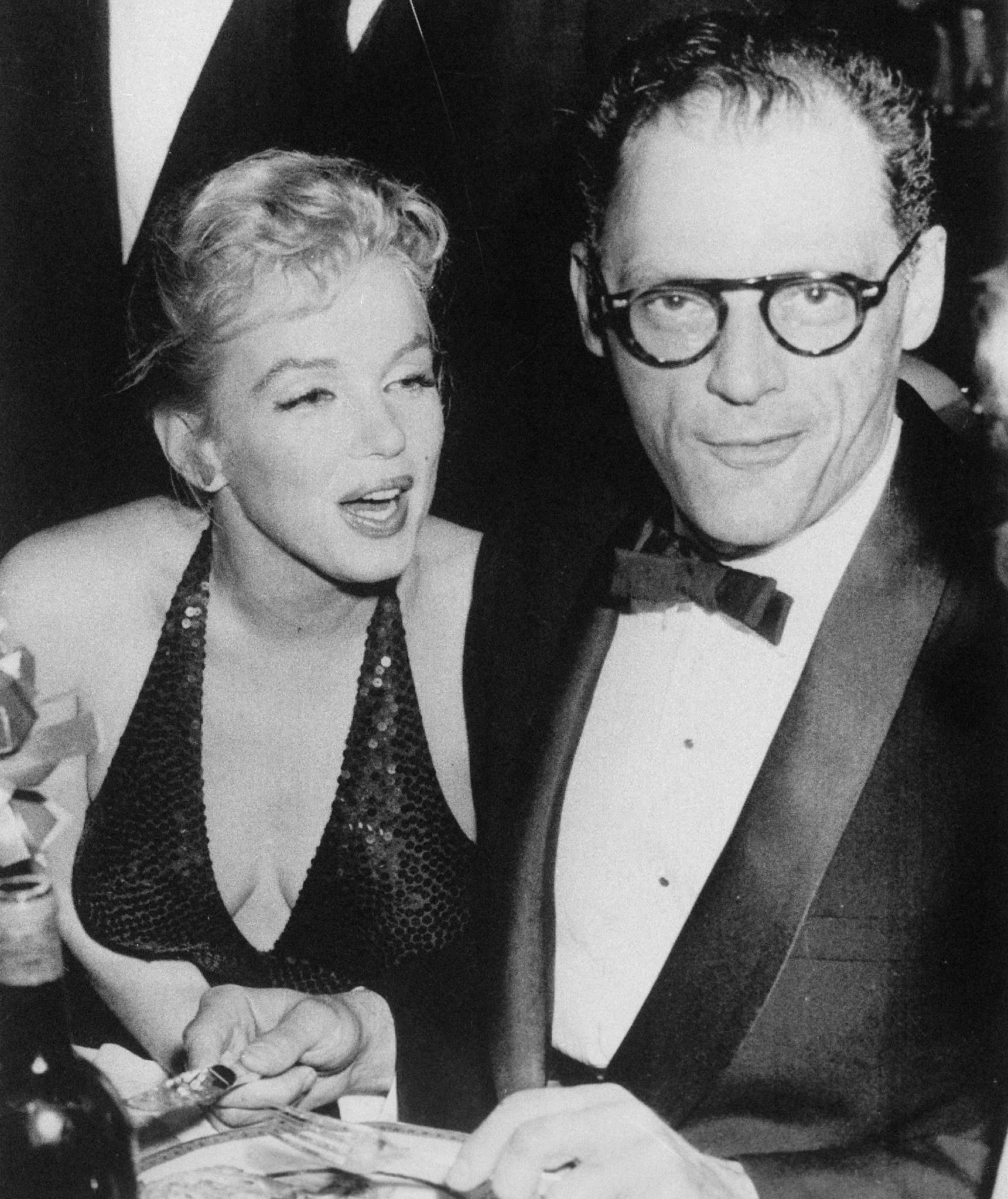
Артур Миллер со своей второй женой Мэрилин Монро

В 1940 году Миллер женился на Мэри Грэйс Слэттери, от которой у него двое детей. Брак продлился 15 лет и в 1955 году закончился разводом.
В 1956 году Артур женился на Мэрилин Монро — знаменитой голливудской киноактрисе, певице, модели и секс-символе 1950-х годов. Брак продлился пять лет, за которые Мэрилин пережила два выкидыша. В 1961 году вышел фильм Джона Хьюстона «Неприкаянные» с Монро, Кларком Гейблом и Монтгомери Клифтом в главных ролях, сценарий для которого написал Миллер. В январе 1961 года, за полтора года до кончины актрисы, супруги развелись.
Спустя год писатель вступил в брак в третий и последний раз с австрийской фотохудожницей Инге Морат, родившей ему двоих детей: дочь Ребекку и сына Дэниела, появившегося на свет с синдромом Дауна. Ребекка замужем за трёхкратным лауреатом премии «Оскар» Дэниелом Дэй-Льюисом. Брак с Морат продолжался до её смерти в 2002 году.

## Произведения

### Пьесы
- «Не злодей» (No Villain, 1936)
- «И они восстали» (They Too Arise, 1937; переработка пьесы «Не злодей»)
- «Почести на рассвете» (Honors at Dawn, 1938; переработка пьесы «И они восстали»)
- «Трава ещё растёт» (The Grass Still Grows, 1938; переработка пьесы «И они восстали»)
- «Великое неповиновение» (The Great Disobedience, 1938)
- «Слушайте, дети мои» (Listen My Children, 1939; в соавторстве с Норманом Ростеном)
- «Золотые годы» (The Golden Years, 1940; радиопьеса)
- «Полумост» (The Half-Bridge, 1943)
- «Человек, которому так везло» (The Man Who Had All the Luck, 1944)
- «Все мои сыновья» (All My Sons, 1947)
- «Смерть коммивояжёра» (Death of a Salesman, 1949)
- «Враг народа» (An Enemy of the People, 1950; перевод пьесы Г. Ибсена)
- «Суровое испытание» (The Crucible, 1953)
- «Вид с моста» (A View from the Bridge, 1955)
- «Воспоминание о двух понедельниках» (A Memory of Two Mondays, 1955)
- «После грехопадения» (After the Fall, 1964)
- «Это случилось в Виши» (Incident at Vichy, 1964)
- «Цена» (The Price, 1968)
- «Сотворение мира и другие дела» (The Creation of the World and Other Business, 1972)
- «Потолок архиепископа» (The Archbishop’s Ceiling, 1977)
- «Часы Америки» (The American Clock, 1980)
- «Игра на время» (Playing for Time, 1980; телепьеса)
- «Элегия для дамы» (Elegy for a Lady, 1982)
- «Я много о тебе думаю» (I Think About You a Great Deal, 1986)
- «Я ничего не помню» (I Can’t Remember Anything, 1987)
- «Клара» (Clara, 1987)
- «Спуск с горы Морган» (The Ride Down Mt. Morgan, 1991)
- «Последний янки» (The Last Yankee, 1993)
- «Разбитое стекло» (Broken Glass, 1994)
- «Связи мистера Питера» (Mr Peter’s Connections, 1998)
- «Блюз воскрешения» (Resurrection Blues, 2002)
- «Заканчивая картину» (Finishing the Picture, 2004)

### Романы
- «Фокус» (Focus, 1945)

### Сценарии
- «Неприкаянные» (The Misfits, 1961)